# Chondracanthus wilsoni
Chondracanthus wilsoni – gatunek widłonoga z rodziny Chondracanthidae. Opisał go w 1971 roku zoolog Ju-shey Ho.